# Sergej Solovjov
Sergej Solovjov (russisk: Серге́й Алекса́ндрович Соловьёв) (født 25. august 1944 i Kem i Sovjetunionen, død 13. december 2021 i Moskva i Rusland) var en sovjetisk filminstruktør og manuskriptforfatter.

## Filmografi
- Semejnoje stjastje (Семейное счастье, 1969)[1][2]
- Jegor Bulytjov i drugije (Егор Булычов и другие, 1971)
- Stantsionnyj smotritel (Станционный смотритель, 1972)
- Sto dnej posle detstva (Сто дней после детства, 1974)
- Spasatel (Спасатель, 1980)
- Ud over det almindelige (Наследница по прямой, 1982)
- Izbrannyje (Избранные, 1982)
- Tjuzjaja belaja i rjaboj (Чужая белая и рябой, 1986)
- Assa (Асса, 1988)
- Tjornaja roza - emblema petjali, krasnaja roza - emblema ljubvi (Чёрная роза — эмблема печали, красная роза — эмблема любви, 1989)
- Tri sestry (Три сестры, 1994)
- Nezjnyj vozrast (Нежный возраст, 2000)